# エドワードランディ
『エドワードランディ』は、1990年にデータイーストから稼働されたアーケード用横スクロールアクションゲーム。日本国外でのタイトルは『The Cliffhanger: Edward Randy』。
主人公「エドワード・ランディ」を操作し、ヨーロッパを舞台に「プリズム」の争奪を巡り某国軍と戦う内容となっている。
ゲーム誌『ゲーメスト』の企画「第5回ゲーメスト大賞」（1991年度）にて大賞6位、ベストアクション賞3位、ベスト演出賞2位、ベストVGM賞9位を獲得した。
2018年、JNNEX社の復刻ゲーム機「レトロビットジェネレーション4」に収録された。コンシューマーゲーム機移植は、1998年にエクシングエンタテイメントからセガサターン用に発売されるという話が持ち上がったものの、エクシング社の業績不振により、企画は頓挫している。
本作は1930年代ヨーロッパを舞台にした、スチームパンク系の世界観を持つ作品である。「いきなりクライマックス」「冒険百連発」等の威勢の良いキャッチコピーに表されるように、息もつかせぬ場面転換が続く「見る者を楽しませる」ことに主眼を置いた構成になっている。

## ゲーム内容
画面奥行き方向から敵が迫ったり移動したり等、擬似3D的な演出が多数盛り込まれているものの、ゲーム内容自体は、サイドビューのジャンプアクションである。
8方向レバー（移動）と2つのボタン（攻撃、ジャンプ）で主人公を操作する。レバーと攻撃ボタンの組み合わせで最大8方向に鞭を振ることが出来る他、レバーを横もしくは斜め下に入れながらジャンプボタンでスライディング、レバー斜め上でダッシュ、ジャンプ中にレバー下で真下方向に踏みつけなど、多彩なアクションを行うことが出来る。画面上にある物体に鞭の先端を引っ掛け、そのままレバーを右左いずれかの方向に入れっぱなしにすることで、大回転攻撃が繰り出せる。回転中は本体は無敵で、回転は一度につき最大4周まで行える。
全7ステージ×1周、残機なしのライフ制。二人同時プレイ可能。本作においては得点が主人公の残り体力を兼ねており、敵を倒して得点を増やせば体力が回復し、ダメージを受ければ体力と共に得点も下がり、残り点数が0になればゲームオーバーとなる。そのためハイスコアは「ゲーム終了時点」ではなく「最も高くなった時点」のものが集計される仕組みになっている。
本作のストーリーは、ステージ間に挿入されるデモ画面によって説明される。また各ステージにはそれぞれサブタイトルがつけられており、ステージ開始時に表示される。
日本版では、冒頭は最終局面からラスボス対峙までで構成され、そこから物語の最初の時系列に入る。日本国外版では冒頭は最初の時系列から順序通り開始される。

### あらすじ
1930年代、ヨーロッパ某国。「覇怪魔人」と呼ばれ怖れられる大佐がいるその国では、極秘裏に大量破壊兵器の研究が進められていた。自分の行っていた研究の真実を知った老科学者は、大佐に悪用されることを恐れ、研究の中枢を担う石『プリズム』を奪取し、孫娘シャルロッテに託した。193X年9月14日、シャルロッテは、プリズムの行方を執拗に追跡する大佐と某国軍に追われる形で、恋人ジェニファーとの半年ぶりのデートの準備をしていたエドワード・ランディの家へと逃げ込む。

### ステージ構成
ステージ1「いきなりクライマックス?」
ステージ2「冒険百連発!」
ステージ3「俺が切礼!」
ステージ4「激走100マイル」
ステージ5「絶対絶命」 （「絶対絶命」は誤記ではなく原文ママ）
ステージ6「当たって砕けろ」
ステージ7「やっぱりクライマックス？」

## 移植版
| No. | タイトル                                          | 発売日         | 対応機種              | 開発元             | 発売元   | メディア | 型式 | 備考                                            |
| --- | ------------------------------------------------- | -------------- | --------------------- | ------------------ | -------- | -------- | ---- | ----------------------------------------------- |
| 1   | イーグレットツー ミニ アーケードコレクションPART1 | 2025年12月18日 | イーグレットツー ミニ | 瑞起 ※本体の開発元 | タイトー | SDカード | -    | 追加SDカードに入っている10作品の1つとして収録。 |

## スタッフ
- ゲーム・プランナー：LUNGFISH（仲村浩）
- ソフトウェア・プログラマー：濱田英美、平尾真士、HIROKI
- ハードウェア・デザイナー：TURK K.K、大貫弘
- グラフィック・デザイナー：大西富士美、小泉隆秀、北原智江、皆川一巳、大江真徳、藤原仁美、小栗航、青山きんや、野津真、稲垣雅史
- サウンド・アレンジ、作曲：RAIKA（竹本晃）
- 効果音：MARO（吉田博昭）
- サンクス：皆川亮二、井上隆明、倉田和幸、安達智生、橋本和典、小林裕典、本田善明、秋林浩司
- プロジェクト・リーダー：佐野稔

## 反響

### 評価
ゲーム誌『ゲーメスト』誌上で行われていた「第5回ゲーメスト大賞」（1991年度）において、読者投票により大賞6位を獲得している。その他に、ベストアクション賞で3位、ベスト演出賞で2位、ベストVGM賞で9位、ベストキャラクター賞では主人公のランディが12位を獲得した。
ライターのこうべみせはゲーム文化保存研究所に寄せた記事の中で、主人公の体力が得点と結びついているがために、集中して敵を倒すことができたと評価している。
一方で、こうべは本作の内容が『インディ・ジョーンズ』シリーズを翻案したようだと指摘している
こうべは、ジャンプボタンとレバーによる多彩なアクションが繰り出されるがために、癖のあるジャンプ操作になったと述べている。

### 後世への影響
ゲーム開発者のHANこと菊池哲彦は本作の熱烈なファンであり、制作に携わったメガドライブ用ゲーム『ガンスターヒーローズ』（1993年、発売：セガ/開発：トレジャー）は本作から多大な影響を受けたことを自身の同人誌「素描帳」の中で認めている。
外部からも『ガンスターヒーローズ』における本作の影響は指摘されている。その例として、狂信的な独裁者を思わせる敵キャラクターの造形や、飛行機の上での最終決戦などが挙げられている。
また、同じくHANが開発に参加したセガサターン用ソフト『ガーディアンヒーローズ』（1996年）においても、「エドワード・M・コニャック」「ランディ・M・グリーン」という登場キャラクターの名前を始めとして、本作の影響を受けたと思われる部分が多々見られる。